# Distrikt Túcume
Der Distrikt Túcume liegt in der Provinz Lambayeque der Region Lambayeque in Nordwest-Peru. Der am 17. November 1894 gegründete Distrikt hat eine Fläche von 67 km². Beim Zensus 2017 lebten 21.847 Einwohner im Distrikt. Im Jahr 1993 lag die Einwohnerzahl bei 18.107, im Jahr 2007 bei 20.814. Die Distriktverwaltung befindet sich in der Stadt Túcume. Der archäologische Fundplatz „Pyramiden von Túcume“ befindet sich nahe der Stadt Túcume.

## Geographische Lage
Der Distrikt Túcume liegt im Südosten der Provinz Lambayeque, 30 km nördlich der Regionshauptstadt Chiclayo. Der Distrikt liegt in der ariden Küstenebene Nordwest-Perus knapp 30 km vom Meer entfernt. Die Fernstraße von Lambayeque nach Chulucanas führt an Túcume vorbei.
Der Distrikt Túcume grenzt im Süden an den Distrikt Mochumí, im Westen an den Distrikt Mórrope, im Norden an den Distrikt Illimo sowie im Osten an den Distrikt Pítipo (Provinz Ferreñafe).